# José Luis Fernández de Castillejo Jiménez
José Luis Fernández de Castillejo Jiménez (Córdoba, 30 de noviembre de 1904 – Córdoba, 24 de marzo de 1990). Abogado e intelectual cordobés.

## Biografía
Hijo del abogado y político José Fernández Jiménez, cordobés natural de Zuheros, quien fuera diputado a Cortes en cinco legislaturas, fundador del partido Fernandista, gobernador de Sevilla y alcalde de Córdoba, y de Josefa Castillejo de la Fuente de Dávila, natural de Fuente Ovejuna, Córdoba.
Hizo sus estudios de Bachillerato en el Instituto Nacional de Enseñanza Media de Córdoba, obteniendo después el título de Maestro de Primera Enseñanza e ingresando en la Facultad de Derecho de la Universidad de Granada, donde obtuvo la Licenciatura en junio de 1922, y posteriormente cursó el Doctorado de Derecho en la Universidad Central de España. De joven fue pasante en el despacho madrileño de Niceto Alcalá-Zamora, que pertenece al círculo íntimo de su padre, José Fernández Jiménez, tanto en la esfera personal como política, y de su hermano Federico Fernández de Castillejo
Fue decano del Ilustre Colegio de Abogados de Córdoba de 1968 a 1971. De hecho, el abogado, político y escritor cordobés Carmelo Casaño destaca en su web sobre la Transición en Andalucía, en su ensayo El largo y penoso camino hacia las libertades, el relevante papel desempeñado por Fernández de Castillejo al frente del d en el ocaso del franquismo.
Fernández de Castillejo era académico de la Real Academia de Ciencias, Bellas Letras y Nobles Artes de Córdoba, habiendo ingresado en ella como Correspondiente el 15 de mayo de 1943 y habiendo hecho su recepción de Numerario el 23 de mayo de 1951.
Precisamente el también académico Antonio Arjona Castro, cronista oficial de Zuheros, así como médico pediatra, profesor e historiador arabista español, que además de dejar un legado escrito de incalculable valor sobre la Andalucía musulmana nos brinda sus crónicas de Zuheros, habla en éstas de su buen amigo José Luis Fernández de Castillejo y del padre de éste, zuhereño ilustre, José Fernández Jiménez.
Asimismo, Castillejo perteneció también a los Colegios de Abogados de Madrid, Sevilla y Tánger. Era, además, miembro de la Real Academia de Jurisprudencia y Legislación, así como del Instituto Argentino de Cultura Hispánica y miembro honorario de «The International Research Institute».
Obtuvo la Gran Cruz de la Orden de la Beneficencia y la de San Raimundo de Peñafort, muy valorada en el ejercicio jurídico.

## Exilio
Opositor al régimen franquista, Fernández de Castillejo, se acabaría exiliando en Tánger, ante las represalias del régimen y bajo amenaza de muerte por su desempeño como abogado de unos tenientes que para defenderse de una falsa acusación revelaron actos de corrupción por parte de un alto mando militar en relación con la venta indebida de una caballería requisada. En Tánger, ciudad entonces con estatus internacional a la que permaneció por siempre vinculado, ejerció la abogacía y residió junto a su familia desde 1946 hasta 1950, en que pudo regresar a España tras serle realizado un Consejo de Guerra que le absolvió.

## Obras
Los Gananciales y la Mujer Cordobesa. Influencias recíprocas de nuestro derecho histórico y del derecho hispano-musulmán, número 51 del Boletín de la Real Academia de Ciencias, Bellas Letras y Nobles Artes de Córdoba, septiembre de 1944. El miedo como una determinante de la crisis actual de la humanidad, discurso de recepción leído el 23 de mayo de 1951, publicado en el número 66 del Boletín de la Real Academia de Ciencias, Bellas Letras y Nobles Artes de Córdoba, julio-diciembre de 1951, págs. 5-171.